# Yokohama Senkyo
Yokohama Senkyo (jap. 横浜船渠, pol. dosł. Port Jokohama) – historyczna stocznia w Jokohamie znajdująca się na obszarze obecnego Minato Mirai 21. Stocznia została założona w 1891 roku w celu naprawy statków, a następnie rozszerzyła swoją działalność na budowę statków i maszyn. W 1935 roku połączyła się z Mitsubishi Heavy Industries. 

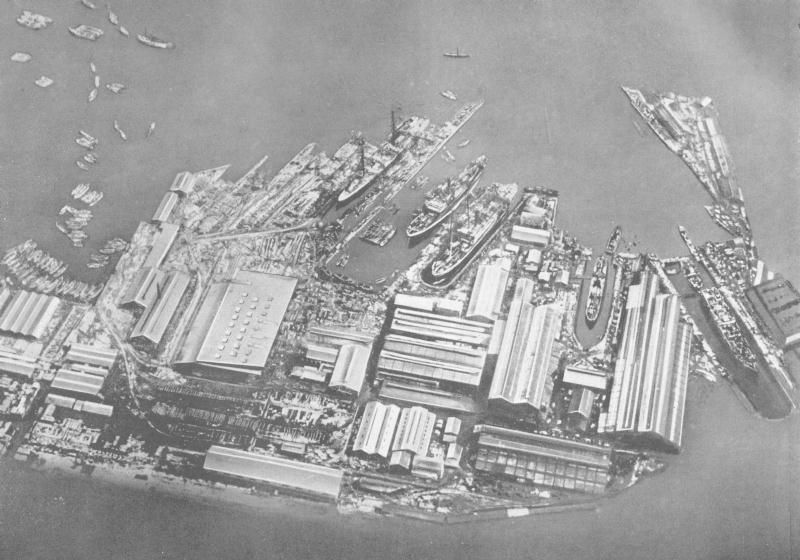
Panoramiczny widok doku w Jokohamie (wykonany przed 1935 r.)

W 1983 roku stocznia została przeniesiona do obszaru Honmoku i przemianowana na Mitsubishi Heavy Industries Yokohama Works, a teren został oddany pod budowę Minato Mirai 21. Na terenie po byłej stoczni zachowały się dwa suche doki, które zostały uznane za narodowe dobro kultury.

## Historia
Zakład został założony w 1881 roku. W 1886 rozpoczął działalność związaną z naprawą statków. Rok później ukończono suchy dok nr 2, a 1899 budowę suchego doku nr 1. Zakład działalność stoczniowa rozpoczęła się w 1917 roku. W 1935 stocznia połączyła się z Mitsubishi Heavy Industries, Ltd. W 1979 roku zwodowano ostatni statek w stoczni. Następnie w 1983 stocznia została przeniesiona do zakładów Honmoku i Kanazawa, stając się Yokohama Dockyard & Machinery Works.